# Plovec
Plovec  je porozna vulkanska kamnina, ki nastane z zelo hitrim strjevanjem pregrete viskozne in s plini bogate lave ali z mešanjem lave in vode. Porozna struktura kamnine je posledica istočasnega hitrega padca tlaka in hitrega ohlajanja. Padec tlaka povzroči zmanjšanje topnosti v lavi raztopljenih plinov, na primer vode in CO2. Lava se zato speni, zaradi istočasnega hitrega ohlajanja pa plinski mehurčki v kamnini zamrznejo. Plovec spada med vulkanska stekla, ker nima nobene kristalne strukture.

## Lastnosti
Plovec je zgrajen iz vulkanskega stekla z izredno majhnimi zaprtimi mehurčki z zelo tankimi vmesnimi stenami. Plovec ima praviloma silikatno (felzično) do vmesno sestavo, na primer riolitsko, dacitsko, andezitsko, panteleritsko, fonolitsko ali trahitsko, poznani pa so tudi plovci z bazaltsko in drugačno sestavo. Plovec je običajno svetlo obarvan. Barva je lahko bela, kremna, modra ali siva do zeleno rjava ali črna. Mehurčki nastanejo zaradi izločanja plinov, ki se zaradi velike viskoznosti lave in prehitrega strjevanja ne morejo sprostiti v atmosfero. Plovci nastajajo po navadi v zgornjih slojih silikatnih lav. V povprečju imajo 90% poroznost in po navadi plavajo na vodi.
Vulkanska žlindra (scoria) se od plovca razlikuje po večji gostoti, večjih mehurčkih in debelejših stenah mehurčkov. V vodi hitro potone. Razlike so posledica manjše viskoznosti magme. Če magma vsebuje veliko količino plinov, nastane bolj finozrnat različek plovca pumicit.
Gostota plovca je odvisna od debeline sten med mehurčki in je pogosto dovolj majhna, da plava na vodi. Po eksploziji Krakatoe so plošče plovca še skoraj dvajset let plavale po Tihem oceanu. Leta 1979, 1984 in 2006 so podvodne vulkanske erupcije v bližini Tonge naplavile ogromne plošče plovca, ki so bile dolge do 30 kilometrov in so priplavale nekaj sto kilometrov daleč do Fidžija. Vzhodnoavstralski morski tok prinese plovec s Tonge tudi do Avstralije in Nove Zelandije.
Mehurčki imajo dve glavni obliki. Večina plovcev vsebuje cevaste mikro mehurčke, ki lahko ustvarijo svilnato ali vlaknato strukturo. Podolgovata oblika mehurčkov je posledice njihovega raztezanje v smeri toka magme v vulkanskih rovih ali pretoka lave na Zemljini površini. Druga oblika mehurčkov je  polokrogla ali okrogla in je posledica visokega parnega tlaka med erupcijo. 

## Uporaba
Plovec se uporablja kot polnilo za pripravo lahkih betonov in lahih izolacijskih betonskih zidakov. Če se apneni malti doda fino uprašen plovec – pucolan, nastane lahek in gladek mavcu podoben beton, ki so ga uporabljali že v rimski dobi na primer za graditev velike kupole rimskega Panteona in mnogih akvaduktov.
Plovec se uporablja tudi kot abraziv, predvsem v polirnih sredstvih, radirkah, kozmetičnih sredstvih za čiščenje kože in proizvodnji stone-washed jeansa. Večji kosi plovca se uporabljajo kot abraziv za odstranjevanje grobe kože na podplatih in žuljev. V antiki so ga uporabljali za odstranjevanje dlake. Fino zmlet plovec se uporablja tudi v nekaterih zobnih pastah in grobih milih za umivanje rok.